# 本诺·奥内佐格

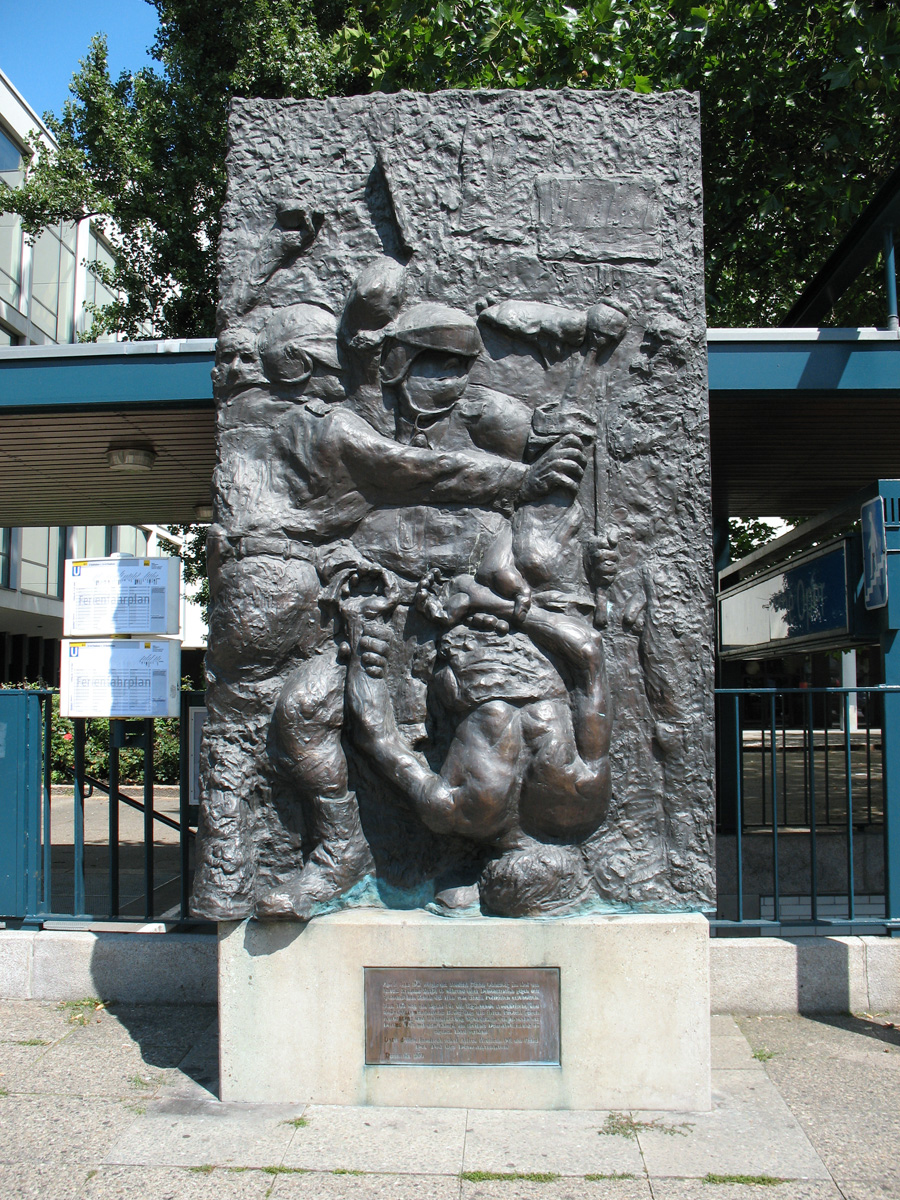
“示威者之死”

本诺·奥内佐格（德語：Benno Ohnesorg，1940年10月15日—1967年6月2日）是一名德国大学生，于1967年6月2日在位于西柏林的柏林德意志歌剧院进行反对伊朗国王穆罕默德·礼萨·巴列维访问德国的示威活动时，被便衣警察枪杀。这是他首次参加政治示威。奥内佐格当时是26岁的学生，研究浪漫主义、德语文学和文化。当他被杀时，妻子正在怀他们头胎的孩子。
他的死亡是左翼的一个集合点，六二运动团体以他被杀的那天命名。1960年代末的左翼学生运动在他死后膨胀起来，许多当时为十几岁和二十几岁的德国政治家都深受影响。
在柏林德意志歌剧院旁设有本诺·奥内佐格的纪念物，他家乡汉诺威的一座桥梁也以他命名。